# Герб Оахаки
Герб Оахаки — символ мексиканського штату Оахака. Гербом став проєкт дона Альфредо Кансеко Феро, який виграв конкурс, організований Едуардо Васконселосом, губернатором штату в період 1947—1950 років.

## Опис
Він складається з червоного полотна, згорнутого на верхньому кінці; Всередині срібного овалу розміщено напис «el respeto al derecho ajeno es la paz» («Повага до права інших - це мир»). Слова девізу відокремлені один від одного символічним зображенням кактуса. Центральний овал внутрішньо розділений на три частини: у нижнійчервоній частині зображені дві срібні руки, що розірвали ланцюги, у верхній лівій частині — назва міста Huaxyac стилізований профіль уродженця штату Оахака, стилізована квітка та плід дерева хуахе; У верхньому правому куті профіль одного з палаців археологічного центру Мітла, а поруч із цією фігурою праворуч — Домініканський хрест. Навколо овалу розміщено сім золотих зірок: три внизу, дві праворуч і над овалом і дві ліворуч і вгорі. У нижній частині полотна є фраза «ESTADO LIBRE Y SOBERANO DE OAXACA» («ВІЛЬНА І СУВЕРЕННА ДЕРЖАВА ОАКСАКА»). У клейноді розміщено герб Мексики.

## Символіка
- Згорнуте полотно: Боротьба за свободу жителів Оахаки.
- Сім зірок: кожен із семи регіонів штату (Канада, Центральні долини, Мікстека, Сьєрра, Ла Коста, Істмо і Тукстепек).
- Легенда про овал: девіз Беніто Хуареса
- Репрезентації Нопала: Стародавнє багатство Оахаки
- Топонім Huaxyacac: У XV столітті Мексика створила табір у цій долині, який вони назвали Huaxyacac, що мовою науатль означає «На кінчику або носі», походження слова Оахака.
- Профіль палацу Мітла: символізує далеке минуле регіону
- Домініканський хрест: На знак визнання діяльності цього ордену в області
- Руки, що розривають ланцюги: Кінець гніту